# Voglietta

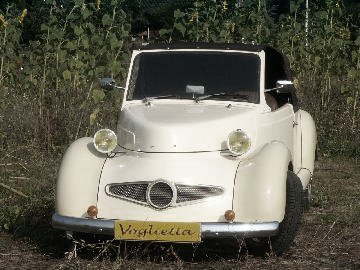
De eerste rijdende Voglietta

Voglietta is een Nederlands automerk, dat sinds 2005 bestaat.
Het merk, opgericht door Gerrit Vaandering, een Citroën-specialist, bouwt kitcars op basis van de Citroën 2CV. Sinds 2005 zijn er drie modellen ontwikkeld. Het eerste model dat op de markt kwam was de Voglietta Rondo. Een jaar later werd de Voglietta Traveller geïntroduceerd en tijdens de Citromobile 2007 werd de Voglietta Mille Miglia gepresenteerd.